# David Throsby
Pour les articles homonymes, voir Throsby.
David Throsby est un économiste australien né en 1939. Il est particulièrement reconnu dans le domaine de l'économie de la culture.

## Biographie
Il est titulaire d'un doctorat de la London School of Economics. Actuellement professeur d'économie à l'Université Macquarie de Sydney, il fut président de l'Association internationale pour l'économie de la culture (ACEI). Il est membre de plusieurs comités éditoriaux dans des journaux tels que Journal of Cultural Economics et International Journal of Cultural Policy.
Son ouvrage Economics and Culture a été traduit dans de nombreuses langues (dont le français et le japonais) et son panorama de l'économie de la culture publié dans le JEL est fréquemment cité depuis 1994.

## Travaux
Ses travaux les plus notables ont porté sur l'économie du marché du travail des artistes. Dans le cadre de quatre enquêtes consécutives sur les artistes australiens, la première datant de 1983, il a élaboré un modèle de choix des artistes entre activités marchandes, sans enjeu artistique mais fournissant des revenus, et activité artistique, générant moins ou pas de revenus. Utilisant les données de l'enquête, il montre que l'arbitrage usuel entre travail et loisir ne parvient pas à expliquer convenablement les comportements des artistes. Il montre que les choix de ces derniers peuvent être représentés comme résultant de la maximisation de l'activité artistique sous une contrainte de revenu (il leur faut gagner le revenu minimal nécessaire à leur subsistance). Il explique ainsi pourquoi, contrairement à la logique économique habituelle, une augmentation des salaires dans les emplois non-artistiques occupés par des artistes (enseignement, par exemple) peuvent réduire le temps qu'ils passent dans ces emplois, le revenu minimal nécessaire à la poursuite de l'activité artistique étant atteint plus tôt.